# Passeport tuvaluan
Le passeport tuvalais est un document de voyage international délivré aux ressortissants tuvalais, et qui peut aussi servir de preuve de la citoyenneté tuvalaise. 